# ブラウンスネーク
ブラウンスネーク（英：brown snake、学名：Pseudonaja）は、オーストラリア全土に広く生息するコブラ科ブラウンスネーク属の毒蛇の総称。属名は「偽のフードコブラ属」という意味だが、実際はタイパン属に近縁である。

## 概要
オーストラリアは、世界の中でも危険な毒蛇が数多く生息する国として知られる。特にブラウンスネークは、民家や裏庭など人間が生活する空間にも頻繁に出現することから、住民と遭遇する機会も多く、咬傷被害が後を絶たない。2005年-2015年のオーストラリアにおけるヘビの咬傷被害の内、41％がブラウンスネークによるものであり、他のヘビよりもはるかに多かった。また2000年-2016年に起こった毒蛇による死亡事故35件のうち、23件はブラウンスネークによるものであった。

## 下位分類
9種が分類される。和名は(田原(2020))による。
- Pseudonaja affinis Günther, 1872 ドューガイト (dugite or spotted brown snake)
  - P. a. affinis Günther, 1872 西オーストラリア州
  - P. a. exilis Storr, 1989 西オーストラリア州本土、ロットネスト島
  - P. a. tanneri (Worrell, 1961) 西オーストラリア州本土、ボクサー島
- Pseudonaja aspidorhyncha (F. McCoy, 1879)[7] ハナアテブラウンスネーク  (strap-snouted brown snake) オーストラリア東部
- Pseudonaja guttata (Parker, 1926) ハンテンブラウンスネーク (speckled brown snake or spotted brown snake) ノーザンテリトリー、クイーンズランド州、南オーストラリア州
- Pseudonaja inframacula (Waite, 1925) ペニンシュラブラウンスネーク (peninsula brown snake) 南オーストラリア州、西オーストラリア州、エアー半島
- Pseudonaja ingrami (Boulenger, 1908) イングラムブラウンスネーク (ingram brown snake)[8] ノーザンテリトリー、クイーンズランド州、西オーストラリア州
- Pseudonaja mengdeni Wells & Wellington, 1985[7] セイブブラウンスネーク (gwardar or western brown snake) ニューサウスウェールズ州、ノーザンテリトリー、クイーンズランド州、南オーストラリア州、ビクトリア州、西オーストラリア州
- Pseudonaja modesta (Günther, 1872) リングブラウンスネーク (ringed brown snake) ニューサウスウェールズ州、ノーザンテリトリー、クイーンズランド州、南オーストラリア州、西オーストラリア州
- Pseudonaja nuchalis Günther, 1858 クビモンブラウンスネーク (northern brown snake) ノーザンテリトリー、クイーンズランド州
- Pseudonaja textilis (A.M.C. Duméril, Bibron & A.H.A. Duméril, 1854) トウブブラウンスネーク (eastern brown snake) ニューサウスウェールズ州、ノーザンテリトリー、クイーンズランド州、南オーストラリア州、ビクトリア州、イリアンジャヤ南東部、パプアニューギニア東部

キングブラウンスネークはその名に反してブラックスネーク属に分類される。

## 形態・生態
全長は150-200cm。体色は茶色、オレンジ色、灰色など様々である。
さまざまな環境に生息し、農地でも普通に見られる。昼行性で、動きは俊敏。動物食で、ネズミ、トカゲなどを食べる。威嚇、攻撃する時は、首をSの字に持ち上げる。

## 毒性
毒性は非常に強力であり、トウブブラウンスネークがニホンマムシの550倍、セイブブラウンスネークが45倍と、高い殺傷能力を持つ。トウブブラウンスネークは陸生のヘビの中で二番目に毒が強い。毒性は主に出血毒・神経毒の2種類で、噛まれた瞬間に致命傷になり得る即効性を持っており、身体麻痺やけいれん・脳内出血などの神経性疾患を引き起こす。